# U. J. Esuene Stadium
Das U. J. Esuene Stadium ist ein Fußballstadion mit Leichtathletikanlage in der nigerianischen Stadt Calabar im Südosten des Landes. Benannt ist das Stadion nach dem Luftwaffenoffizier Udokaha Jacob Esuene (1936–1993), einem Gouverneur im Bundesstaat South-Eastern State (1967–1975), während der Amtszeit von Yakubu Gowon.

## Geschichte
Das U. J. Esuene Stadium ist die Heimspielstätte des Fußballvereins Calabar Rovers und früher des Dolphins FC. Es bietet 16.000 Plätze und wurde am 2. April 1977 eröffnet. Das U. J. Esuene Stadium wurde mit der Partie Calabar Rovers gegen Bendel Insurance eröffnet. Zwei Wochen später beheimatete die Spielstätte sein erstes internationales Spiel zwischen den Rangers International und Tonnerre Yaoundé aus Kamerun. Es war Schauplatz von Fußballspielen der Afrikaspiele 2003 in der Hauptstadt Abuja und von Qualifikationsspielen der nigerianischen Fußballnationalmannschaft zur Fußball-Afrikameisterschaft 2008. Zudem war es eines der acht Stadien der Junioren-Fußballweltmeisterschaft 1999. Es war auch einer von acht Austragungsorte der U-17-Fußball-Weltmeisterschaft 2009.